# Плоско-Забузьке
Плóско-Забу́зьке — село в Україні, у Вільшанській селищній громаді Голованівського району Кіровоградської області. Населення становить 627 осіб. Колишній орган місцевого самоврядування — Плоско-Забузька сільська рада.

## Населення
Згідно з переписом УРСР 1989 року чисельність наявного населення села становила 627 осіб, з яких 291 чоловік та 336 жінок.
За переписом населення України 2001 року в селі мешкало 627 осіб.

### Мова
Розподіл населення за рідною мовою за даними перепису 2001 року:
| Мова       | Відсоток |
| ---------- | -------- |
| українська | 97,45 %  |
| молдовська | 1,28 %   |
| російська  | 0,80 %   |
| вірменська | 0,16 %   |
| інші       | 0,31 %   |

### Історія
В селі збереглися руїни старого млина на річці Синюха.

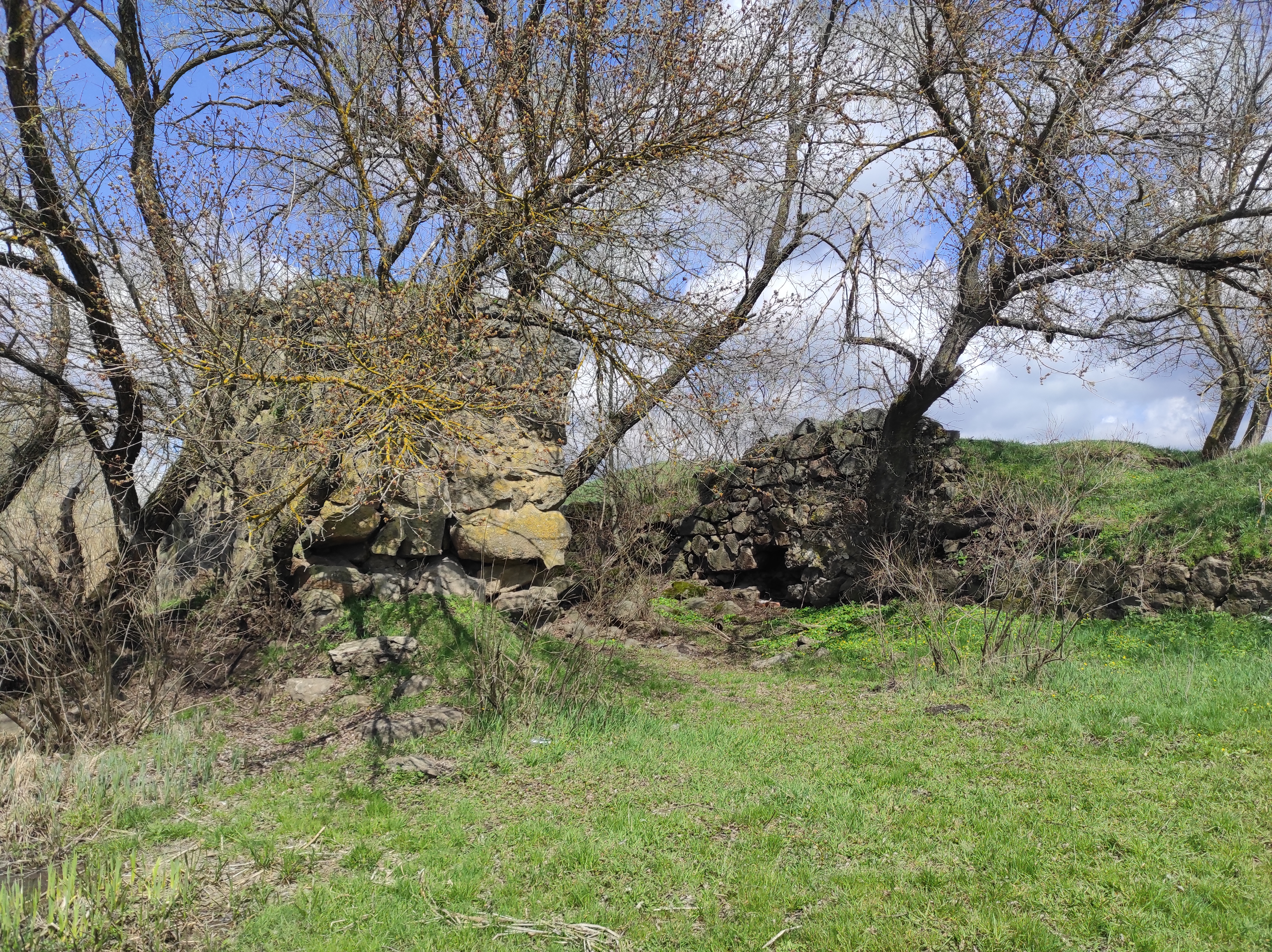